# 2843 Yeti
A 2843 Yeti (ideiglenes jelöléssel 1975 XQ) a Naprendszer kisbolygóövében található aszteroida. Paul Wild fedezte fel 1975. december 7-én.